# Clara Aguilera García
Clara Aguilera García (ur. 3 stycznia 1964 w Grenadzie) – hiszpańska polityk i działaczka spółdzielcza związana z Andaluzją, deputowana do kortezów regionalnych i minister w rządzie Andaluzji, deputowana do Parlamentu Europejskiego VIII i IX kadencji.

## Życiorys
W 1983 wstąpiła do Hiszpańskiej Socjalistycznej Partii Robotniczej. Stopniowo awansowała w strukturze partyjnej, obejmując od 2000 kierownicze stanowiska w zarządzie regionalnym tego ugrupowania (w tym sekretarza ds. rolnictwa i rozwoju obszarów wiejskich, a następnie sekretarza ds. ekonomii, zatrudnienia i technologii). Zawodowo związana z ruchem spółdzielni rolnych. W latach 1990–1995 była menedżerem regionalnej federacji FECOAGA, od 1990 do 2000 zarządzała także oddziałem prowincjonalnym federacji FAECA w Grenadzie. W 1996 została członkinią władz miejskich Grenady. Od 2000 wybierana z ramienia PSOE do andaluzyjskiego parlamentu. W 2008 weszła w skład rządu regionalnego, odpowiadając za kontakty z parlamentem. W latach 2009–2012 sprawowała urząd regionalnego ministra rolnictwa i rybołówstwa.
W 2014 z ramienia socjalistów została wybrana na eurodeputowaną VIII kadencji. W 2019 z powodzeniem ubiegała się o reelekcję.